# 朝鮮電影

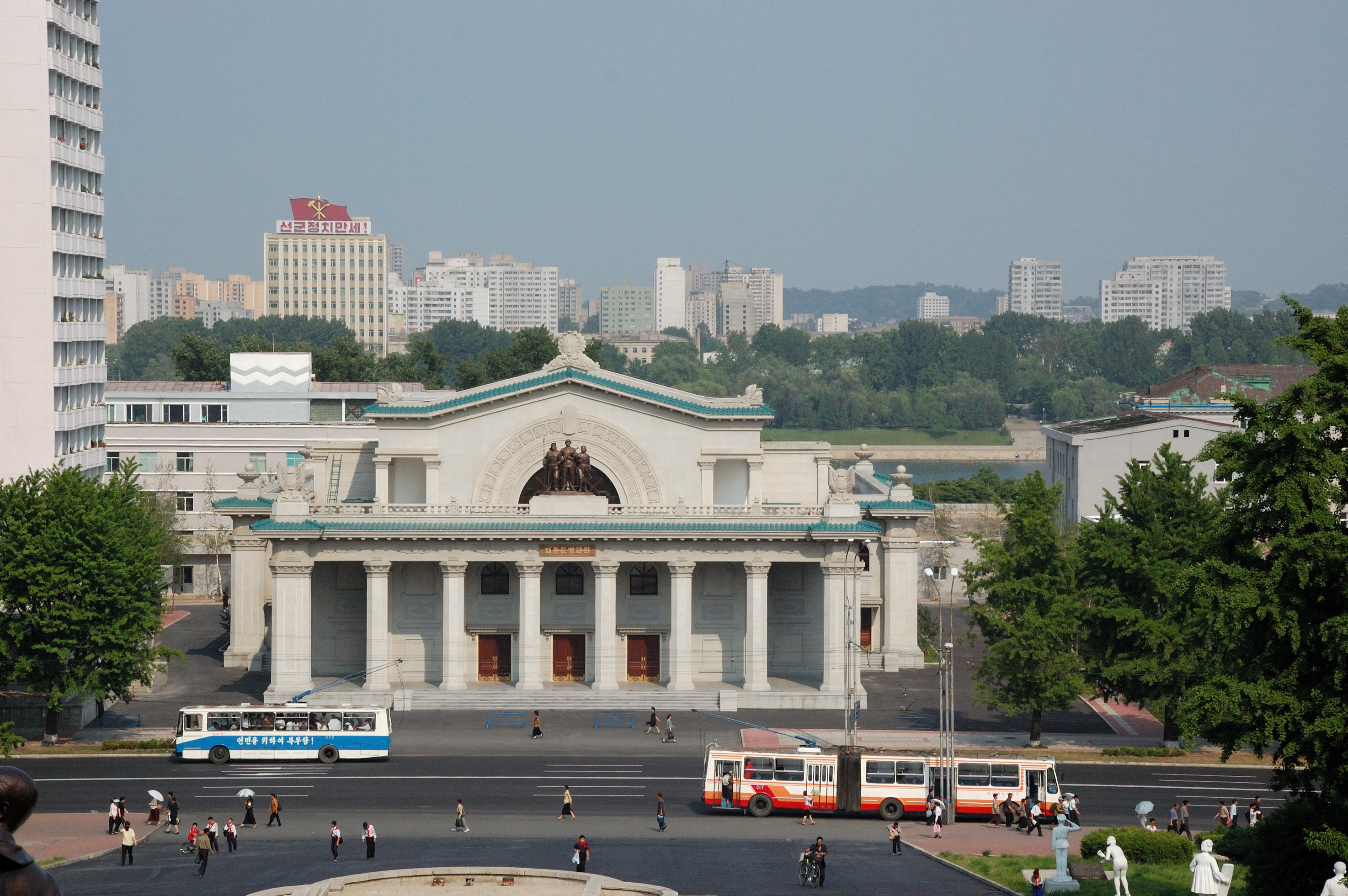
平壤市大同门映画馆

本條目介紹朝鮮民主主義人民共和國電影。

## 歷史

### 建国后
朝鮮日治時期結束後南北分治，並於1948年先後成立大韓民國與朝鲜民主主义人民共和国。之后，南北電影業走上了截然不同的道路。
朝鲜建國初期戰爭不斷，电影發展相當緩慢，主要作品是一些戰爭記錄片。1950年代後期，朝鲜展開千里馬運動，開始第一個五年計劃，經濟逐漸恢復，為後來的電影事業發展創造了條件。
1970年代是朝鲜电影的高峰。中國大陸的觀眾也是在這一時期逐漸熟悉了朝鲜电影。
朝鲜第一任最高领导人金日成和第二任最高领导人金正日都十分喜爱电影，金正日年轻时曾长期领导并参与电影有关工作，金正日强调电影的创作与制作要紧跟劳动党政策和领袖（金日成）的指示。金日成的许多剧作被改编为电影，如《卖花姑娘》。经典的朝鲜电影被称为“不朽名作”（如《血海》）。

## 政治傾向
朝鲜电影往往有強烈的政治色彩，起到意識形態的宣傳作用。

## 著名作品
- 《在铁道上》
- 《摘蘋果的時候》
- 《看不見的戰線》
- 《原形畢露》
- 《鮮花盛開的村莊》
- 《火车司机的儿子》
- 《血海》
- 《卖花姑娘》
- 《春香传》
- 《金姬和银姬的命运》
- 《安重根击毙伊藤博文》
- 《无名英雄》系列
- 《民族与命运》系列
- 《一个女学生的日记》
- 《金同志飞起来》